# Кралят и клоунът
Кралят и клоунът (на корейски: 왕의 남자, буквален превод Мъжът на краля; на английски: The King and the Clown) е южнокорейски исторически драматичен филм от 2005 г. с участието на Кам У Сонг, И Джун Ги и Чонг Джин Йонг. Той е адаптация на сценичната пиеса от 2000 г. Yi („Ти“) за крал Йонсангун от Чосон и придворен клоун, който го осмива. Премиерата на филма е на 29 декември 2005 г. Продължителността му е 119 минути. В Южна Корея се разпространява от Cinema Service, а в международен план от CJ Entertainment.
През 2006 г. филмът е избран като официалния корейски представител за наградите „Оскар“ в категорията за „най-добър международен филм“.
С над 12,3 милиона продадени билета, той става най-гледаният филм в Южна Корея за 2005 г., както и десетият най-касов филм в страната.

## Сюжет
Действието се развива в края на 15-ти век по време на управлението на крал Йонсан. Чангсенг (Кам У Сонг) и Гонг Гил (И Джун Ги) са улични клоуни и въжеиграчи, част от артистична трупа. Женственият и красив Гонг Гил играе женските роли в представленията на трупата. Мениджърът им проституира с него, като го предлага на богати клиенти мъже, а това отвращава Чангсенг. Един ден Гонг Гил убива мениджъра, за да защити Чангсенг и двамата бягат в Сеул, където формират нова трупа с трима други улични артисти.
Трупата измисля скеч, осмиващ членове на кралския двор, включително краля и новата му наложница Чанг Нок Су. Те изкарват много пари от представлението, но в крайна сметка са арестувани за държавна измяна и наказани жестоко. За да се спасят, Чангсенг се договаря с Чосон, един от съветниците на краля – условието е да накарат краля да се разсмее на техния скеч, но ако не успеят, ще бъдат екзекутирани. По време на изпълнението пред краля, тримата артисти са твърде ужасени и не успяват да се представят добре. Тогава се намесват Гонг Гил и Чангсенг, които успяват с една последна своя шега да разсмеят краля, и да спасят живота си. Кралят толкова ги харесва, че дори ги прави част от кралския двор.
Понеже кралят иска да гледа все повече и повече представления, клоуните решават да разпространят листовки, с които да организират прослушване за нови артисти, които да се присъединят към трупата. Другите клоуни забелязват, че Чангсенг и Гонг Гил имат идентичен почерк, тъй като Чангсенг се е научил да пише от Гонг Гил.
С едно от представленията си артистите осмиват членовете на кралския съвет с намеци, че получават скъпи подаръци срещу услуги и така разкриват корупцията в двора. Кралят е възхитен от скеча, но като вижда, че членовете на съвета не са доволни, се обръща към тях и ги пита един по един дали са виновни за това, за което клоуните им се подиграват. Той прогонва корумпиран министър и заповядва пръстите му да бъдат отрязани и показани на всички останали членове на съвета като предупреждение.
С течение на времето кралят се влюбва в Гонг Гил, когото вика често в личните си покои, за да му изнася представления с кукли за пръсти. Чангсенг започва да ревнува от тази връзка и предлага да си тръгнат, но Гонг Гил отказва. Междувременно кралят става все по-нестабилен. Той кара клоуните да изпълнят скеч, разказващ как майка му (в ролята Гонг Гил), любимата наложница на бившия крал, е принудена да приеме отрова, след като е била предадена от други ревниви наложници. В края на скеча кралят убива тези наложници, а кралицата майка умира от шок. Чангсенг отново моли Гонг Гил да тръгне с него и трупата, преди кралят да убие и тях по време на някой от неговите пристъпи на гняв. Тогава Гонг Гил, който първоначално симпатизира на краля, го умолява да му върне свободата и да го пусне да си отиде, но кралят отказва.
Главната наложница на краля, Чанг Ноксу, става все по-ядосана от вниманието, което кралят щедро отделя на Гонг Гил. А членовете на кралския съвет се опитват да го убият по време на ловен излет. Това води до смъртта на друг член на трупата. Няколко дни след ловния излет, кралят насила целува Гонг Гил, а насилието му срещу членовете на собствения му двор ескалира, особено при споменаването на баща му, за когото той има усещането, че все още управлява кралството, дори и мъртъв. Това принуждава трупата най-накрая да реши да напусне двореца, защото кралят е станал твърде непредсказуем. Гонг Гил моли Чангсенг да не го оставя сам, понеже той няма право да напуска двореца. Чанг Ноксу се опитва да хвърли Гонг Гил в затвора, разпространявайки листовки с неговия почерк, обиждащи жестоко краля. Чангсенг поема вината за престъплението, за което Гонг Гил е фалшиво обвинен, понеже почеркът им е един и същ. Той трябва да бъде обезглавен на следващата сутрин.
Чосон обаче тайно освобождава Чангсенг, като му казва да забрави за Гонг Гил и да напусне двореца. Но Чангсенг пренебрегва съвета му. Връща се в двореца и, ходейки по опънато въже, изиграва шоу, в което открито и шумно се подиграва на краля. Кралят стреля по него със стрели, докато Гонг Гил напразно се опитва да го спре. Чангсенг пада и е заловен, очите му са избодени с горящо желязо като наказание, а след това е хвърлен отново в затвора. Гонг Гил прави опит за самоубийство, но животът му е спасен от дворцовите лекари: тогава кралят губи интерес към него и се връща при наложницата си.
Кралят кара Чангсенг да ходи сляп по опънатото въже. Балансирайки на въжето, той разказва историята на изпитанията и премеждията си, преживяни заедно с Гонг Гил. Това кара Гонг Гил да изтича и да се присъедини към него. Гонг Гил пита Чангсенг като какъв би искал да се прероди в следващия си живот, а Чангсенг отговаря, че пак би избрал да бъде клоун. Гонг Гил също отвръща, че не би искал да се прероди в нищо друго, освен в клоун. В края на изпълнението им избухва бунт, хората нахлуват в двореца и го атакуват. Чангсенг и Гонг Гил скачат заедно от въжето, а Чангсенг хвърля ветрилото си. Последната сцена е щастлива, тя показва как Чангсенг и Гонг Гил се събират отново с цялата си трупа, включително с приятеля си, загинал при ловния инцидент. Всички заедно се шегуват, пеят и танцуват, докато изчезват в далечината.

## Актьорски състав
- Кам У Сонг – Чангсенг
- И Джун Ги – Гонг Гил
- Чонг Джин Йонг – Крал Йонсан
- Канг Сонг Йон – Чанг Нок Су
- Чанг Ханг Сон – Чосон
- Ю Хе Джин – Юк Гап
- Чонг Сок Йонг – Чил Дук
- И Сънг Хун – Пак Бок

## Отзиви
В Южна Корея филмът продава общо 12,3 милиона билета, включително 3 659 525 в Сеул, за четирите си месеца на прожекция, която приключва на 18 април 2006 г. Класира се на първо място и печели 6,5 милиарда вона през първата си седмица, а за всичките 12 седмици прожекция събира общо 72,6 милиарда вона. Приходите в световен мащаб възлизат на 74,4 милиона щатски долара.
За нискобюджетен филм, струващ само 4 милиарда вона, той надхвърля границата от 10 милиона зрители на 2 февруари и получава добри отзиви както от критиците, така и от публиката. Комерсиалният му успех е забележителен, като се има предвид фокусът му върху традиционните изкуства чрез хомосексуални теми, а също и липсата на голям бюджет и известни актьори и режисьор, в сравнение с други филми като Taegukgi: Brotherhood of War и Silmido, които надхвърлят 10 милиона зрители. Филмът изстрелва неизвестния дотогава И Джун Ги на върха на славата в цяла Азия.
Филмът е избран от комисията, назначена от Корейския филмов съвет, като представител на Южна Корея за наградите „Оскар“ за 2006 г. в категорията за „най-добър чуждоезичен филм“. Избран е пред два други филма: Домакинът и Времето заради цялостното му естетическо и комерсиално качество.
Нафис Ахмед от High On Films нарича филма „шекспирова трагедия“ и пише: „Това е добре написана и режисирана историческа драма, която вплита емоционалните нюанси на краля и двамата клоуни в многослойната драма за любовта, ревността, лудостта и състраданието.“

## Награди
42-ри награди за изкуства Пексанг 2006
- Grand Prize – филм
- Най-добър нов актьор – И Джун Ги

2006 Chunsa Film Art Awards
- Най-добър актьор – Кам У Сонг
- Най-добър поддържащ актьор – Чанг Ханг Сун

43-ти награди Grand Bell 2006
- Най-добър филм
- Най-добър режисьор – И Джун Ик
- Най-добър актьор – Кам У Сонг
- Най-добър поддържащ актьор – Ю Хе джин
- Най-добър нов актьор – И Джун Ги
- Най-добър сценарий – Че Сок Хуан
- Най-добра кинематография – Чи Кил Унг

27-ми филмови награди Blue Dragon 2006
- Най-добра филмова музика – И Бьонг У

Корейски филмови награди 2006
- Най-добър нов актьор – И Джун Ги

Азиатски филмов фестивал Deauville 2007
- Награда на журито